# Leopoldo Torre Nilsson
Leopoldo Juan Torre Nilsson, ursprungligen Torres Nilsson, född 5 maj 1924 i Buenos Aires, död där 8 september 1978, var en argentinsk filmregissör och manusförfattare. 

## Biografi
Torre Nilsson var son till Leopoldo Torres Ríos, även han en framstående filmregissör, och May Nilsson de Torres, en brittiskfödd argentinsk medborgare av svensk härkomst. Han inledde sin karriär som regiassistent åt fadern och regisserade 1947 sin första kortfilm, El muro. År 1950 regisserade han tillsammans med sin far filmen El crimen de Oribe, baserad på novellen ”El perjurio de la nieve” av författaren Adolfo Bioy Casares. Torre Nilsson kom att regissera flera filmer med litterära förlagor, exempelvis i Días de odio från 1953, baserad på novellen ”Emma Zunz” av Jorge Luis Borges. 
Filmen La casa del ángel från 1956 har räknats som en vändpunkt inom den argentinska filmen och ledde till att Torre Nilsson uppmärksammades i Europa, bland annat i den prestigefyllda franska tidskriften Cahiers du cinéma. Från slutet av 1950-talet figurerade sexualitet, moral, politisk korruption och bristande mänsklig kommunikation som återkommande teman i Torre Nilssons filmer, något som ledde till jämförelser med regissörer som Ingmar Bergman, Luis Buñuel och Michelangelo Antonioni. Han kom även att utveckla en distinkt estetisk stil och en intim narration, varvat med ett poetiskt och filosofiskt djup, vilket fått honom att räknas som en auteur. 
Torre Nilsson regisserade också ett flertal filmer med historiska teman, däribland Martín Fierro (1968), om huvudgestalten i det argentinska nationaleposet med samma namn, och El Santo de la espada (1970), om den argentinske nationalhjälten José de San Martín. Han var även verksam som författare, och publicerade flera novellsamlingar och en roman.

## Filmografi

### Regi (urval)
- 1950 – El crimen de Oribe (tillsammans med Leopoldo Torres Ríos)
- 1953 – Días de odio
- 1957 – Ängelns hus
- 1958 – El secuestrador
- 1959 – Fallet
- 1960 – En hård man från 1900
- 1960 – Slut på festen
- 1961 – Handen i fällan
- 1961 – Piel de verano
- 1962 – Setenta veces siete
- 1963 – La terraza
- 1967 – Los traidores de San Ángel
- 1968 – Martín Fierro
- 1970 – El Santo de la espada
- 1971 – Güemes: la tierra en armas